# Csou Kuan-jü
Csou Kuan-jü (Zhou Guan-yu) (egyszerű kínai: 周冠宇, pinjin: Zhou Guanyu, IPA: [ʈʂóʊ kwân.ỳ]; Sanghaj, 1999. május 30. –) kínai autóversenyző, a 2021-es Formula–3 Ázsia-bajnokság győztese, és korábbi Sauber versenyző a Formula–1-ben.

## Pályafutása

### Formula–3
2016-ban mutatkozott be a Formula–3 Európa-bajnokságon a Motopark pilótájaként. 2018-ban a Prema Theodore Racing pilótájaként megnyerte a szezonnyitó versenyt, ezzel ő lett az első kínai győztes az F3-ban. 2018-ban Formula–E-ben szereplő Techeetah csapat fejlesztő pilótája lett.

### Formula–2
2018. december 5-én hivatalossá vált, hogy a FIA Formula–2 bajnokságban fog versenyezni 2019-től az UNI-Virtuosi csapatával. Silverstone-ban meglepetésre első-rajtkockát szerzett a főfutamra, azonban a versenyt csapattársa, Luca Ghiotto nyerte meg. Az idény során ötször állhatott fel a dobogó legalsó fokára. Az év végi összetettben 7. lett 139 ponttal. 2019 decemberében a bajnokság év végi gáláján ő érdemelte ki elsőként az Anthoine Hubert-díjat, amelyet a széria 9. fordulójában elhunyt versenyzőjéről neveztek el.
2020-ra maradt a csapat kötelékében, új csapattársa pedig a Ferrari akadémista, Callum Ilott lett. 2020. szeptember 27-én az orosz forduló sprintfutamán az első helyről rajtolhatott, mivel a főversenyen a 8. helyen ért célba. A 21 körös futamot a 7. körben félbeszakították, majd végleg lefújták egy baleset miatt. Ezzel élete első győzelmét ünnepelhette a szériában, de mivel a mezőny nem teljesítette a versenytáv 75%-át, így csak a pontok felét kapta meg.
2021. február 10-én az Alpine bejelentette, hogy a kínai versenyző a 2021-es bajnokságban is az UNI-Virtuosit fogja erősíteni. A bahreini második sprintversenyen az utolsó körben vezetve előbb Oscar Piastri előzte meg, majd Christian Lundgaard is elment mellette, így a 3. helyen ért célba. A főfutamon néhány körrel a kockás zászló előtt megelőzte Richard Verschoort és így az 1. helyen intették le. A következő állomáson, Monacóban az első sprintversenyen rajt-cél győzelmet aratott. A második futamon egy lassú bokszkiállást követően egészen a mezőny végére csúszott vissza. A Formula–2 100. versenyén, Bakuban a második versenyen elfékezte magát, kiesett és kilökte Dan Ticktumot. Július 17-én a brit nagydíjon hibázott, majd kipördült. Két nappal később az első sorból indulva nyert, megelőzve bajnoki riválisát, Oscar Piastrit. Monzában a hétvégenyitón egészen a 2. helyig zárkózott fel, majd a főfutamon szintén ebben a pozícióban intették le. Szeptember 25-én az orosz fordulóban a felvezető körben megcsúszott a vizes aszfalton, így nem indult el az első versenyen.

### Formula–1
2019. március 3-án a Renault versenyzői akadémia tagja lett, miután elhagyta a Ferrarit. 2020. február 12-én a franciák bejelentették, hogy ő lesz a csapat hivatalos tesztpilótája 2020-ban. 2021. június 28-án az immár Alpine néven futó gárda bejelentette, hogy az osztrák nagydíjon az első szabadedzésen tesztelhet náluk. Ő lett Ma Csing-hua után az első kínai versenyző, aki Formula–1-es autót vezethetett egy versenyhétvégén. 2021. november 16-án az Alfa Romeo Racing hivatalosan bejelentette leigazolását a 2022-es szezonra. Ezzel a királykategória történetének első kínaija lett, aki éles versenyen is rajthoz állhat. A bejelentést követően Csou úgy nyilatkozott, hogy felkészült a Formula–1 kihívásaira és ez az igazolás áttörést jelent az ázsiai motorsport történetében.

## Eredményei

### Karrier összefoglaló
| Szezon  | Bajnokság                  | Csapat                       | Verseny          | Győzelem         | Pole             | Leggyorsabb kör  | Dobogós helyezés | Pont             | Helyezés         |
| ------- | -------------------------- | ---------------------------- | ---------------- | ---------------- | ---------------- | ---------------- | ---------------- | ---------------- | ---------------- |
| 2014    | Olasz F4 Winter Trophy     | Prema Powerteam              | 2                | 0                | 0                | 0                | 2                | N/A              | N/A              |
| 2015    | Olasz Formula–4-bajnokság  | Prema Powerteam              | 21               | 3                | 2                | 0                | 9                | 223              | 2.               |
| 2015    | ADAC Formula–4-bajnokság   | Prema Powerteam              | 9                | 0                | 0                | 0                | 2                | 45               | 15.              |
| 2016    | Formula–3 Európa-bajnokság | Motopark                     | 30               | 0                | 0                | 0                | 2                | 101              | 13.              |
| 2016    | Masters of Formula–3       | Motopark                     | 1                | 0                | 0                | 1                | 0                | —                | 16.              |
| 2016    | Makaói nagydíj             | Motopark                     | 1                | 0                | 0                | 0                | 0                | —                | 15.              |
| 2016    | Toyota Racing Series       | M2 Competition               | 15               | 1                | 0                | 1                | 4                | 685              | 6.               |
| 2017    | Formula–3 Európa-bajnokság | Prema Powerteam              | 30               | 0                | 0                | 0                | 5                | 149              | 8.               |
| 2017    | Makaói nagydíj             | Prema Powerteam              | 1                | 0                | 0                | 0                | 0                | —                | 8.               |
| 2017–18 | Formula–E                  | Techeetah                    | Fejlesztő pilóta | Fejlesztő pilóta | Fejlesztő pilóta | Fejlesztő pilóta | Fejlesztő pilóta | Fejlesztő pilóta | Fejlesztő pilóta |
| 2018    | Formula–3 Európa-bajnokság | Prema Theodore Racing        | 30               | 2                | 3                | 1                | 6                | 203              | 8.               |
| 2018    | Makaói nagydíj             | SJM Theodore Racing by Prema | 1                | 0                | 0                | 0                | 0                | —                | 11.              |
| 2019    | Formula–2                  | UNI-Virtuosi                 | 22               | 0                | 1                | 2                | 5                | 140              | 7.               |
| 2020    | Formula–2                  | UNI-Virtuosi                 | 24               | 1                | 1                | 3                | 6                | 151,5            | 6.               |
| 2020    | Formula–1                  | Renault DP World F1 Team     | Tesztpilóta      | Tesztpilóta      | Tesztpilóta      | Tesztpilóta      | Tesztpilóta      | Tesztpilóta      | Tesztpilóta      |
| 2021    | Formula–2                  | UNI-Virtuosi                 | 22               | 3                | 1                | 1                | 10               | 183              | 3.               |
| 2021    | Formula–3 Ázsia-bajnokság  | Abu Dhabi Racing by Prema    | 15               | 4                | 5                | 5                | 11               | 257              | 1.               |
| 2021    | Formula–1                  | Alpine                       | Tesztpilóta      | Tesztpilóta      | Tesztpilóta      | Tesztpilóta      | Tesztpilóta      | Tesztpilóta      | Tesztpilóta      |
| 2022    | Formula–1                  | Alfa Romeo F1 Team Orlen     | 22               | 0                | 0                | 1                | 0                | 6                | 18.              |
| 2023    | Formula–1                  | Alfa Romeo F1 Team Stake     | 22               | 0                | 0                | 1                | 0                | 6                | 18.              |
| 2024    | Formula–1                  | Stake F1 Team Kick Sauber    | 24               | 0                | 0                | 0                | 0                | 4                | 20.              |

### Teljes Formula–3 Európa-bajnokság eredménysorozata
(Táblázat értelmezése)

(Félkövér: pole-pozícióból indult; dőlt: leggyorsabb kört futott) 

| Év   | Csapat                | 1        | 2        | 3        | 4       | 5       | 6        | 7        | 8        | 9        | 10       | 11       | 12      | 13       | 14       | 15       | 16       | 17       | 18       | 19       | 20       | 21       | 22       | 23       | 24       | 25       | 26       | 27       | 28       | 29       | 30       | Helyezés | Pont |
| ---- | --------------------- | -------- | -------- | -------- | ------- | ------- | -------- | -------- | -------- | -------- | -------- | -------- | ------- | -------- | -------- | -------- | -------- | -------- | -------- | -------- | -------- | -------- | -------- | -------- | -------- | -------- | -------- | -------- | -------- | -------- | -------- | -------- | ---- |
| 2016 | Motopark              | LEC 1 14 | LEC 2 3  | LEC 3 8  | HUN 1 8 | HUN 2 3 | HUN 3 4  | PAU 1 11 | PAU 2 Ki | PAU 3 Ki | RBR 1 14 | RBR 2 11 | RBR 3 7 | NOR 1 Ki | NOR 2 6  | NOR 3 4  | ZAN 1 16 | ZAN 2 18 | ZAN 3 16 | SPA 1 17 | SPA 2 8  | SPA 3 11 | NÜR 1 12 | NÜR 2 12 | NÜR 3 12 | IMO 1 6  | IMO 2 5  | IMO 3 10 | HOC 1 10 | HOC 2 13 | HOC 3 10 | 13.      | 101  |
| 2017 | Prema Powerteam       | SIL 1 7  | SIL 2 7  | SIL 3 Ki | MNZ 1 5 | MNZ 2 6 | MNZ 3 10 | PAU 1 Ki | PAU 2 Ki | PAU 3 10 | HUN 1 7  | HUN 2 3  | HUN 3 4 | NOR 1 3  | NOR 2 8  | NOR 3 12 | SPA 1 12 | SPA 2 17 | SPA 3    | ZAN 1 16 | ZAN 2 8  | ZAN 3 4  | NÜR 1 9  | NÜR 2 14 | NÜR 3 Ki | RBR 1 9  | RBR 2 19 | RBR 3 14 | HOC 1 13 | HOC 2 3  | HOC 3    | 8.       | 149  |
| 2018 | Prema Theodore Racing | PAU 1    | PAU 2 12 | PAU 3 13 | HUN 1 2 | HUN 2 4 | HUN 3 5  | NOR 1 9  | NOR 2 12 | NOR 3 4  | ZAN 1 2  | ZAN 2 3  | ZAN 3 2 | SPA 1 Ki | SPA 2 Ki | SPA 3 13 | SIL 1 Ki | SIL 2 6  | SIL 3 8  | MIS 1 4  | MIS 2 11 | MIS 3 Ki | NÜR 1 7  | NÜR 2 8  | NÜR 3 8  | RBR 1 12 | RBR 2 9  | RBR 3 11 | HOC 1    | HOC 2 10 | HOC 3 5  | 8.       | 203  |

### Teljes FIA Formula–2-es eredménysorozata
(Táblázat értelmezése)

(Félkövér: pole-pozícióból indult; dőlt: leggyorsabb kört futott) 

| Év   | Csapat       | 1           | 2           | 3          | 4          | 5          | 6         | 7          | 8          | 9          | 10         | 11         | 12         | 13        | 14        | 15        | 16         | 17         | 18        | 19         | 20         | 21          | 22         | 23         | 24         | Helyezés | Pont  |
| ---- | ------------ | ----------- | ----------- | ---------- | ---------- | ---------- | --------- | ---------- | ---------- | ---------- | ---------- | ---------- | ---------- | --------- | --------- | --------- | ---------- | ---------- | --------- | ---------- | ---------- | ----------- | ---------- | ---------- | ---------- | -------- | ----- |
| 2019 | UNI-Virtuosi | BHR FEA 10  | BHR SPR 4   | AZE FEA Ki | AZE SPR 10 | ESP FEA 3  | ESP SPR 4 | MON FEA 5  | MON SPR 3  | FRA FEA 4  | FRA SPR 3  | AUT FEA 6  | AUT SPR 8  | GBR FEA 3 | GBR SPR 8 | HUN FEA 9 | HUN SPR 9  | BEL FEA T  | BEL SPR T | ITA FEA Ki | ITA SPR 4  | RUS FEA 10  | RUS SPR 5  | UAE FEA 3  | UAE SPR 8  | 7.       | 139   |
| 2020 | UNI-Virtuosi | AUT1 FEA 17 | AUT1 SPR 14 | AUT2 FEA 3 | AUT2 SPR 4 | HUN FEA 10 | HUN SPR 8 | GBR1 FEA 2 | GBR1 SPR 9 | GBR2 FEA 9 | GBR2 SPR 5 | ESP FEA 3  | ESP SPR 14 | BEL FEA 7 | BEL SPR 3 | ITA FEA 5 | ITA SPR Hn | MUG FEA Ki | MUG SPR 5 | RUS FEA 8  | RUS SPR 1‡ | BHR1 FEA 14 | BHR1 SPR 5 | BHR2 FEA 2 | BHR2 SPR 4 | 6.       | 151,5 |
| 2021 | UNI-Virtuosi | BHR SP1 7   | BHR SP2 3   | BHR FEA 1  | MON SP1 1  | MON SP2 16 | MON FEA 5 | AZE SP1 3  | AZE SP2 Ki | AZE FEA 13 | GBR SP1 Ki | GBR SP2 11 | GBR FEA 1  | ITA SP1 2 | ITA SP2 8 | ITA FEA 2 | RUS SP1 Ni | RUS SP2 T  | RUS FEA 6 | KSA SP1 17 | KSA SP2 8  | KSA FEA 4‡  | UAE SP1 8  | UAE SP2 1  | UAE FEA 2  | 3.       | 183   |

‡ A versenyt félbeszakították, és mivel nem teljesítették a táv 75%-át, így csak a pontok felét kapta meg.

### Teljes Formula–1-es eredménysorozata
(Táblázat értelmezése)

(Félkövér: pole-pozícióból indult; dőlt: leggyorsabb kört futott) 

| Év   | Csapat     | 1      | 2      | 3      | 4      | 5      | 6      | 7      | 8      | 9      | 10     | 11     | 12      | 13     | 14     | 15     | 16     | 17     | 18     | 19     | 20     | 21     | 22     | 23    | 24     | Helyezés | Pont |
| ---- | ---------- | ------ | ------ | ------ | ------ | ------ | ------ | ------ | ------ | ------ | ------ | ------ | ------- | ------ | ------ | ------ | ------ | ------ | ------ | ------ | ------ | ------ | ------ | ----- | ------ | -------- | ---- |
| 2021 | Alpine     | BHR    | EMI    | POR    | ESP    | MON    | AZE    | FRA    | STY    | AUT Tp | GBR    | HUN    | BEL     | NED    | ITA    | RUS    | TUR    | USA    | MEX    | BRA    | QAT    | SAU    | UAE    |       |        | —        | —    |
| 2022 | Alfa Romeo | BHR 10 | SAU 11 | AUS 11 | EMI 15 | MIA Ki | ESP Ki | MON 16 | AZE Ki | CAN 8  | GBR Ki | AUT 14 | FRA 16† | HUN 13 | BEL 14 | NED 16 | ITA 10 | SIN Ki | JPN 16 | USA 12 | MEX 13 | BRA 12 | UAE 12 |       |        | 18.      | 6    |
| 2023 | Alfa Romeo | BHR 16 | SAU 13 | AUS 9  | AZE Ki | MIA 16 | MON 13 | ESP 9  | CAN 16 | AUT 12 | GBR 15 | HUN 16 | BEL 13  | NED Ki | ITA 14 | SIN 12 | JPN 13 | QAT 9  | USA 13 | MEX 14 | BRA Ki | LVS 15 | UAE 17 |       |        | 18.      | 6    |
| 2024 | Sauber     | BHR 11 | SAU 18 | AUS 15 | JPN Ki | CHN 14 | MIA 14 | EMI 15 | MON 16 | CAN 15 | ESP 13 | AUT 17 | GBR 18  | HUN 19 | BEL Ki | NED 20 | ITA 18 | AZE 14 | SIN 15 | BRA 19 | MEX 15 | BRA 15 | LVS 13 | QAT 8 | UAE 13 | 20.      | 4    |

† A versenyt nem fejezte be, de helyezését értékelték, mert a versenytáv több, mint 90%-át teljesítette.